# Humphrey Cecil Travell Stronge
Humphrey Cecil Travell Stronge, britanski general, * 1891, † 1977.